# ルドルフ・ガンツ
ルドルフ・ガンツ（Rudolph Ganz, 1877年2月24日 チューリヒ - 1972年8月2日 シカゴ）は米国で活躍したスイスのピアニスト・指揮者・作曲家。カール大帝の末裔を自称していた。

## 経歴
ベルリンでフェルッチョ・ブゾーニに師事。1901年よりシカゴ音楽大学ピアノ学科の主任教授に就任。1921年から1927年までセントルイス交響楽団の指揮者となり、同楽団をアメリカ有数のオーケストラに育て上げる。1928年からシカゴ音大の教壇に復帰し、1934年から1958年まで学長を務めた。門弟に、ピアノ教師で教育理論家のアビー・ホワイトサイドがいる。
ガンツは生涯を通じて新しい音楽の普及に積極的だった。1923年には、クロード・ドビュッシーやモーリス・ラヴェルの作品をアメリカに普及させたとして、レジオン・ドヌール勲章を授与されている。その後もアルテュール・オネゲルやジョン・ケージ、ピエール・ブーレーズの作品を指揮した。

## 評価
セントルイス・ポスト=ディスパッチ紙の音楽評論家トーマス・B・シャーマンは、ガンツのアンサンブルは不安定で、音がよく溶け合ってなかったと指摘した上で、その演奏解釈は「軍事務官」的で「オーケストラに魂を吹き込むダイナミクスとリズムの微妙な変化」を欠いていたと評した。